# Assist
Als Assist [əsˈist] (englisch) bezeichnet man eine Aktion bei verschiedenen Mannschaftssportarten, die nicht selbst direkt zum Erfolg führt, diesen aber unmittelbar vorbereitet. Die deutsche Entsprechung ist die „Torvorlage“ oder einfach nur „Vorlage“.

## Fußball
Eine Vorlage, die durch den Ballempfänger zum Torerfolg verwertet wird.

## Basketball
Ein Pass, der durch den Ballempfänger direkt zum Korberfolg verwertet wird.
Die Anzahl von Assists pro Spiel (assists per game / apg) ist im Basketballsport ein wichtiger statistischer Wert für die Beurteilung von Spielern auf der Position der Point Guards (Aufbauspieler), da er eine Aussage über die Mannschaftsdienlichkeit dieser Spieler erlaubt.

## Eishockey, Unihockey
Ein Assist-Punkt wird im Eishockey und Unihockey den beiden Spielern zugesprochen, die durch Passspiel (oder auch durch zufälliges Ablenken des Pucks bzw. Unihockey-Balls zum Torschützen) ein Tor vorbereiten. Hat kein anderer Spieler den Puck bzw. Unihockey-Ball berührt oder dazwischen das gegnerische Team Puckbesitz bzw. Ballbesitz gehabt, kann auch nur einem oder gar keinem Spieler ein Assist zugesprochen werden. Bis zur Saison 1977/78 wurde in Deutschland maximal ein Assist gezählt. In den Punktelisten werden Tore und Assists gleichwertig behandelt.

## Jagdfliegerei
Außer im Sport werden Assists teilweise auch in der Jagdfliegerei gezählt, die Regelungen sind hierbei jedoch von Land zu Land unterschiedlich. Während des Zweiten Weltkrieges wurden in der deutschen Luftwaffe Assists bzw. Beteiligungen an Abschüssen generell nicht gezählt. In der USAAF und später, im Korea- und Vietnamkrieg, der US Air Force wurden Beteiligungen an Abschüssen dagegen als Assists gezählt, der betreffende Pilot erhielt dann einen halben Abschuss gutgeschrieben. Die Abschussanzahl war wichtig für die Erlangung des Ass-Status und anderer Auszeichnungen und Boni.